# Copa Latina 1997 (rugby)
La Copa Latina de 1997 fue la segunda y última edición de este torneo. El campeonato que se desarrolló con el mismo fixture que la edición anterior se llevó a cabo en Francia eligiéndose a tres ciudades para la disputa de los partidos: Auch, Lourdes y Tarbes.
El torneo se definió en la última fecha con el partido entre las selecciones favoritas a quedarse con la Copa: la francesa ganadora de la primera Copa Latina y la Argentina que venía de ganar el Sudamericano de 1997, el partido terminó 32 - 27 en favor de los locales.

## Equipos participantes
- Selección de rugby de Argentina (Los Pumas)
- Selección de rugby de Francia (Les Bleus)
- Selección de rugby de Italia (Azzurri)
- Selección de rugby de Rumania (Stejarii)

## Posiciones
| Pos. | Equipo    | Encuentros | Encuentros | Encuentros | Encuentros | Tantos  | Tantos    | Tantos     | Puntos |
| Pos. | Equipo    | jugados    | ganados    | empatados  | perdidos   | a favor | en contra | diferencia | Puntos |
| ---- | --------- | ---------- | ---------- | ---------- | ---------- | ------- | --------- | ---------- | ------ |
| 1    | Francia   | 3          | 3          | 0          | 0          | 101     | 49        | + 52       | 6      |
| 2    | Argentina | 3          | 1          | 1          | 1          | 90      | 68        | + 22       | 3      |
| 3    | Italia    | 3          | 1          | 1          | 1          | 92      | 80        | + 12       | 3      |
| 4    | Rumania   | 3          | 0          | 0          | 3          | 53      | 139       | - 86       | 0      |

Nota: Se otorgan 2 puntos al equipo que gane un partido, 1 al que empate y 0 al que pierda

## Resultados[5]

### Primera fecha
| 18 de octubre | Francia | 30 - 19 | Italia | Stade Jacques-Fouroux, Auch, Francia                  |                                                       |
|               |         | Reporte |        | Asistencia: 6.000 espectadores Árbitro(s): S. Borsani | Asistencia: 6.000 espectadores Árbitro(s): S. Borsani |

| 18 de octubre | Argentina | 45 - 18 | Rumania | Stade Jacques-Fouroux, Auch, Francia                        |                                                             |
|               |           | Reporte |         | Asistencia: 6.000 espectadores Árbitro(s): Claudio Giacomel | Asistencia: 6.000 espectadores Árbitro(s): Claudio Giacomel |

### Segunda fecha
| 22 de octubre | Francia | 39 - 3  | Rumania | Stade Antoine Béguère, Lourdes, Francia               |                                                       |
|               |         | Reporte |         | Asistencia: 4.000 espectadores Árbitro(s): S. Borsani | Asistencia: 4.000 espectadores Árbitro(s): S. Borsani |

| 22 de octubre | Argentina | 18 - 18 | Italia | Stade Antoine Béguère, Lourdes, Francia                  |                                                          |
|               |           | Reporte |        | Asistencia: 4.000 espectadores Árbitro(s): Vasile Stancu | Asistencia: 4.000 espectadores Árbitro(s): Vasile Stancu |

### Tercera fecha
| 26 de octubre | Francia | 32 - 27 | Argentina | Stade Maurice-Trélut, Tarbes, Francia                        |                                                              |
|               |         | Reporte |           | Asistencia: 10.000 espectadores Árbitro(s): Claudio Giacomel | Asistencia: 10.000 espectadores Árbitro(s): Claudio Giacomel |

| 26 de octubre | Italia | 55 - 32 | Rumania | Stade Maurice-Trélut, Tarbes, Francia                   |                                                         |
|               |        | Reporte |         | Asistencia: 10.000 espectadores Árbitro(s): Roger Duhau | Asistencia: 10.000 espectadores Árbitro(s): Roger Duhau |

| Bandera de Francia |
| Campeón Francia    |
| Segundo título     |